# Stemma della Finlandia
Lo stemma della Finlandia raffigura un leone coronato color oro, su sfondo rosso, che calpesta una spada e ne tiene un'altra nella mano destra.
Sullo sfondo rosso, distribuite in modo irregolare, sono presenti nove rose color argento.

## Storia
Gustavo I di Svezia, nel 1556, concesse al figlio, Giovanni III di Svezia, il titolo di duca della Finlandia.
I territori della Finlandia proposero come stemma del ducato l'attuale stemma che venne approvato probabilmente nel 1557.
Con l'indipendenza della Finlandia dopo la caduta dell'Impero Russo, nel 1917, lo scudo divenne lo stemma nazionale.